# Das Komplott (Film)
Das Komplott (englisch Trial) ist ein US-amerikanisches Filmdrama aus dem Jahr 1955 unter der Regie von Mark Robson. Der Film basiert auf dem Roman von Don Mankiewicz und handelt von einem mexikanischen Jungen, der der Vergewaltigung und des Mordes beschuldigt wird. Ursprünglich von vorurteilsbehafteten Anklägern zum Opfer gemacht, wird er zum Spielball seines kommunistischen Verteidigers, dessen Propagandazwecken ein Schuldspruch am besten dienen würde.

## Handlung
Angel Chavez ist ein mexikanisch-amerikanischer Jugendlicher, der in der kalifornischen Kleinstadt San Juno lebt. Während der alljährlichen Bass Night am Strand der Stadt verirrt er sich an einen Strand, der für mexikanische Amerikaner tabu ist. Dort trifft er ein nicht-hispanisches Mädchen, das er aus der High School kennt. Sie hat ein schwaches Herz aufgrund eines rheumatischen Fiebers und stirbt plötzlich, und Chavez wird verhaftet.
Mit der Begründung, ihr Herzinfarkt sei durch Chavez’ Versuch, sie zu verführen, verursacht worden, was, da sie minderjährig waren, selbst bei Einwilligung eine Vergewaltigung gewesen wäre, wird er des schweren Mordes angeklagt. Ein rassistischer Mob versucht, Chavez aus dem Gefängnis zu befreien, um ihn zu lynchen, aber der Gefängnisdirektor überzeugt sie mit dem Versprechen, dass der Jugendliche nach einem fairen Prozess hingerichtet wird.
David Blake ist Juraprofessor an der staatlichen Universität. Ihm wird gesagt, er solle mit dem Unterrichten aufhören, bis er Erfahrung im Gerichtssaal gesammelt hat. Von vielen Kanzleien abgelehnt, findet er Arbeit in einer kleinen Kanzlei, die von Barney Castle geleitet wird. Castle will Chavez verteidigen und willigt ein, Blake mit dem Fall zu betrauen. Castle und Chavez’ Mutter reisen nach New York, um Geld für Chavez’ Verteidigung zu sammeln. Castle lässt seine Anwaltsgehilfin Abbe Nyle zurück, um Blake zu helfen, und die beiden verlieben sich ineinander.
Detektive, die für Castles Firma arbeiten, decken einen Manipulationsversuch der Geschworenen im Auftrag der Staatsanwaltschaft auf, woraufhin eine neue Jury zusammengestellt wird. Während einer Wochenendpause bei der Auswahl der Geschworenen ruft Castle Blake nach New York, um ihn bei einer Wohltätigkeitsveranstaltung zu begleiten. Blake merkt schnell, dass Castle den Fall in erster Linie als Propaganda- und Spendenaktion für eine amerikanische kommunistische Gruppe nutzt. Verärgert darüber, ausgenutzt worden zu sein, kehrt Blake nach San Juno zurück, um den Fall zu Ende zu bringen und Chavez’ Interessen zu verteidigen.
Blakes Prozessstrategie besteht darin, die Argumente der Staatsanwaltschaft so weit zu entkräften, dass er sich nicht verteidigen muss. Im letzten Moment kehrt Castle jedoch zurück und nutzt seinen Einfluss auf Chavez’ Mutter, um Blake mit seiner Entlassung zu drohen, falls Chavez nicht aussagt. Blake erkennt, dass Castle den Teenager einem harten Kreuzverhör unterziehen will, das seine Verurteilung und Hinrichtung sicherstellen wird; dann wird er zum Märtyrer, und Castle kann den Fall wie geplant als Instrument zur Geldbeschaffung nutzen.
Blake bleibt an dem Fall dran, aber das Kreuzverhör verläuft so schlimm wie befürchtet. Chavez wird für schuldig befunden, und da die Geschworenen keine Milde walten lassen, wird automatisch die Todesstrafe verhängt. Castle lässt Blake entlassen, um ihn daran zu hindern, bei der Urteilsverkündung zu sprechen, aber Blake erscheint trotzdem und beantragt und erhält den Amicus-Status, der es ihm erlaubt, vor Gericht zu sprechen.
Blake argumentiert, dass Chavez minderjährig sei und statt gehängt zu werden, einfach in eine Erziehungsanstalt geschickt werden könne. Als der Staatsanwalt zustimmt, dass dies gerecht wäre, stimmt der afroamerikanische Richter dem Vorschlag zu. Daraufhin verurteilt er Castle, der während Blakes Plädoyer versucht hatte, ihn rassistisch zu beleidigen, wegen Missachtung des Gerichts zu 30 Tagen Gefängnis.
Blake und Abbe Nyle verlassen gemeinsam den Gerichtssaal.

## Entstehung und Veröffentlichung
Zum Zeitpunkt seiner Veröffentlichung erregte es Aufsehen, dass zum ersten Mal in der Geschichte des amerikanischen Kinos der Richter von einem schwarzen Schauspieler, dem Puerto Ricaner Juano Hernandez, gespielt wurde. Nach Angaben von MGM spielte der Film in den USA und Kanada 2.312.000 Dollar ein, in den anderen Ländern 993.000 Dollar, was einem Gewinn von 518.000 Dollar entspricht.

## Kritiken
Hal Erickson vergab bei AllMovie drei von fünf Sternen und zog das Fazit: „Das Komplott ist zwar manchmal etwas knarzig, aber auch heute noch beeindruckend.“